# Pyura tessellata
Pyura tessellata är en sjöpungsart som först beskrevs av Forbes, in Forbes och Sylvanus Charles Thorp Hanley 1848.  Pyura tessellata ingår i släktet Pyura och familjen lädermantlade sjöpungar. Inga underarter finns listade i Catalogue of Life.